# Ashton Mutuwa
Aston Adeyemi-Amin Mutuwa (ur. 31 października 1997) – nigeryjski zapaśnik walczący w stylu wolnym. Olimpijczyk z Paryża 2024, gdzie zajął piętnaste miejsce w kategorii do 125 kg.
Srebrny medalista igrzysk afrykańskich w 2023, a także mistrzostw Afryki w 2024 roku. 